# Roberto Larraz
Roberto Larraz (Buenos Aires, 1898. augusztus 20. – Buenos Aires, 1978. november 27.) olimpiai bronzérmes argentin tőrvívó.